# Knollmanns Meerkott
Das Naturschutzgebiet Knollmanns Meerkott liegt auf dem Gebiet der Städte Hörstel und Ibbenbüren im Kreis Steinfurt in Nordrhein-Westfalen. Das Gebiet erstreckt sich nordöstlich der Kernstadt Hörstel und nordwestlich der Kernstadt Ibbenbüren. Westlich verläuft die Landesstraße L 833, östlich verläuft die L 598 und fließt der Mittellandkanal. Nordöstlich erstreckt sich das 259,9 ha große Naturschutzgebiet Heiliges Meer – Heupen.

## Bedeutung
Für Hörstel und Ibbenbüren ist seit 1989 ein 11,60 ha großes Gebiet unter der Kenn-Nummer ST-064 als Naturschutzgebiet ausgewiesen. Das Gebiet wurde unter Schutz gestellt
- zur Erhaltung, Förderung und Wiederherstellung von Lebensgemeinschaften oder Biotopen wildlebender Tier- und Pflanzenarten, insbesondere zur Erhaltung und Entwicklung von seltenen und gefährdeten Pflanzengesellschaften des offenen Wassers, typischer Verlandungskomplexe, feuchter Wälder und Gebüsche naturnaher Waldbestände und der Erhalt und die Förderung der Moorvegetation sowie des feuchten Grünlandes mit ihren daran angepassten Tier- und Pflanzenarten und
- zur Erhaltung und Entwicklung von durch Erdfälle entstandene Stillgewässer.